# سیارک ۶۳۸۵
سیارک ۶۳۸۵ (به انگلیسی: 6385 Martindavid، نامگذاری:1989EC2) شش هزار و سیصد و هشتاد و پنجمین سیارک کشف شده‌است که در ۵ مارس ۱۹۸۹ کشف شد.
قدر مطلق سیارک برابر ۱۲٫۵۰ است.